# Doublemint
Doublemint — різновид жувальної гумки зі смаком м'яти виробництва компанії Wrigley. Продукт було творено в США 1914 року.

## Товарний знак в ЄС
2004 року Суд ЄС відхилив прохання Wrigley про надання статусу товарного знаку «Doublemint». Суд прийшов до висновку, що марка Doublemint носить описовий характер продукту і це порушує Закон про товарні знаки.

## Відомі інгредієнти
Ароматизатори, які використовуються в гумці, є комерційною таємницею, але компанія не приховує, що основним смаковим компонентом є м'ята. 2003 року Wrigley вирішила замінити частину цукру на штучні підсолоджувачі аспартам і ацесульфам калію.
Всього серед інгредієнтів є: цукор, основа жувальної гумки, глюкоза, кукурудзяний сироп, натуральні і штучні ароматизатори; менше 2 % гліцерину, аспартам, гуміарабік, соєвий лецитин, ацесульфам К, колір (діоксид титану, blue 1 lake, бета-каротин), ВНТ.

## Повернення реклами близнюків на ринок
Wrigley повторно запустив рекламу Doublemint з близнюками 2005 року. Героями стали близнюки Наталі і Ніколь Гарса, які були одягнені в старомодний одяг. Вони їхали на велосипеді через різні сучасні повсякденні ситуації, співаючи про складність життя і «просте задоволення» від гумки Doublemint.
Wrigley запустила відкритий кастинг для пошуку акторів для рекламної компанії, куди запрошували не тільки близнюків.